# Šeikat Akrabi
Šeikat Akrabi (arapski: مشيخة العقربي ) bio je vazalna feudalna država Britanskog Carstva koji je postojao od 1886. do 1967. godine na jugu Arapskog poluotoka uz luku Aden. Danas je teritorij ovog bivšeg šeikata dio jemenskih muhafaza Adan i Lahij.
Glavni grad ovog malog šeikata bio je Bir Ahmad.

## Povijest
Šeikat Akrabi odvojio se od Sultanata Lahej u 18. stoljeću. Nakon što je Britanija zauzela luku Aden 1839. godine, ona im je postala predstraža i odskočna daska za širenja britanskog utjecaja na Južnu Arabiju i Rog Afrike. To se naročito odrazilo na neposredno zaleđe luke Aden, pa tako i na maleni Šeikat Akrabi. Tako da je on bio jedan od izvornih Devet kantona, koji su prvi potpisali ugovor o zaštiti s Britanijom 1895. godine i postao dio Protektorata Aden. 
Šeikat Akrabi se u veljači 1960. godine pridružio novoizmišljenoj britanskoj kolonijalnoj tvorevini Federaciji Arapskih Emirata Juga, te potom u siječnju 1963. i Južnoarapskoj Federaciji.

Posljednji šeik ove feudalne državice bio je: Mahmud ibn Muhammed Al Aqrabi, koji je razvlašćen 1967. kad je ukinut Šeikat Akrabi, te osnovana Narodna Republika Južni Jemen, koja se ujedinila s Sjevernim Jemenom 22. svibnja 1990. u današnju državu Republiku Jemen.

## Sultani Šeikata Akrabi
- al-Mahdi ibn `Ali al-`Aqrabi,- 1770. – 1833.
- Haydara ibn al-Mahdi al-`Aqrabi,-  1833. – 1858.
- `Abd Allah ibn Haydara al-`Aqrabi,-  1858. -  8. ožujka 1905.
- al-Fadl ibn `Abd Allah al-`Aqrabi,-  1905. – 1940.
- Muhammad ibn al-Fadl al-`Aqrabi,-  1940. – 1957.
- Mahmud ibn Muhammad al-`Aqrabi,-   1957. – 28. kolovoza 1967.[1]

## Poveznice
- Protektorat Aden
- Kolonija Aden
- Federacija Arapskih Emirata Juga